# Cressia
Cressia és un municipi francès situat al departament del Jura i a la regió de Borgonya - Franc Comtat. L'any 2007 tenia 271 habitants.

## Demografia

### Població
El 2007 la població de fet de Cressia era de 271 persones. Hi havia 104 famílies de les quals 36 eren unipersonals (16 homes vivint sols i 20 dones vivint soles), 28 parelles sense fills, 36 parelles amb fills i 4 famílies monoparentals amb fills.
La població ha evolucionat segons el següent gràfic:
Habitants censats

### Habitatges
El 2007 hi havia 149 habitatges, 104 eren l'habitatge principal de la família, 30 eren segones residències i 15 estaven desocupats. 145 eren cases i 4 eren apartaments. Dels 104 habitatges principals, 88 estaven ocupats pels seus propietaris, 15 estaven llogats i ocupats pels llogaters i 1 estava cedit a títol gratuït; 1 tenia una cambra, 2 en tenien dues, 23 en tenien tres, 38 en tenien quatre i 41 en tenien cinc o més. 101 habitatges disposaven pel capbaix d'una plaça de pàrquing. A 38 habitatges hi havia un automòbil i a 51 n'hi havia dos o més.

### Piràmide de població
La piràmide de població per edats i sexe el 2009 era:
| Homes | Edats   | Dones |
| ----- | ------- | ----- |
| 0     | 95 o +  | 8     |
| 0     | 90 a 94 | 0     |
| 0     | 85 a 89 | 0     |
| 0     | 80 a 84 | 4     |
| 4     | 75 a 79 | 12    |
| 8     | 70 a 74 | 8     |
| 16    | 65 a 69 | 12    |
| 8     | 60 a 64 | 8     |
| 4     | 55 a 59 | 0     |
| 8     | 50 a 54 | 8     |
| 8     | 45 a 49 | 16    |
| 12    | 40 a 44 | 8     |
| 16    | 35 a 39 | 12    |
| 0     | 30 a 34 | 20    |
| 4     | 25 a 29 | 4     |
| 12    | 20 a 24 | 0     |
| 16    | 15 a 19 | 24    |
| 4     | 10 a 14 | 28    |
| 4     | 5 a 9   | 28    |
| 4     | 0 a 4   | 12    |

## Economia
El 2007 la població en edat de treballar era de 163 persones, 105 eren actives i 58 eren inactives. De les 105 persones actives 99 estaven ocupades (58 homes i 41 dones) i 6 estaven aturades (4 homes i 2 dones). De les 58 persones inactives 12 estaven jubilades, 16 estaven estudiant i 30 estaven classificades com a «altres inactius».

### Ingressos
El 2009 a Cressia hi havia 106 unitats fiscals que integraven 247 persones, la mediana anual d'ingressos fiscals per persona era de 14.871 €.

### Activitats econòmiques
Dels 13 establiments que hi havia el 2007, 2 eren d'empreses de fabricació d'altres productes industrials, 1 d'una empresa de construcció, 2 d'empreses de comerç i reparació d'automòbils, 2 d'empreses de transport, 2 d'empreses d'hostatgeria i restauració, 3 d'empreses de serveis i 1 d'una empresa classificada com a «altres activitats de serveis».
L'únic servei als particulars que hi havia el 2009 era una fusteria.
L'any 2000 a Cressia hi havia 11 explotacions agrícoles que ocupaven un total de 560 hectàrees.

## Equipaments sanitaris i escolars
El 2009 hi havia una escola elemental. A Cressia hi havia 1 col·legi d'educació secundària i 1 liceu d'ensenyament general. Als col·legis d'educació secundària hi havia 61 alumnes i als liceus d'ensenyament general 42.

## Poblacions més properes
El següent diagrama mostra les poblacions més properes.